# Todd McKee
Todd McKee (ur. 7 listopada 1963 w Kentfield) – amerykański aktor.

## Życiorys

### Wczesne lata
Urodził się w Kentfield w hrabstwie Marin w stanie Kalifornia. Dorastał w Westlake Village, w Kalifornii, gdzie ukończył szkołę średnią Aquora High School. Jako młody nastolatek grał Świętego Mikołaja. Występował w teatrze studenckim na Uniwersytecie Południowej Kalifornii w Los Angeles, gdzie studiował w szkole biznesu. Podczas studiów czasem spał w swoim samochodzie, zajmował się sprzedażą kuponów broszury Westlake Village Super Saver i został doradcą rezydenta w akademiku przydzielającym pokój i wyżywienie. Później, w towarzystwie przyjaciela znalazł agenta. 

### Kariera
Brał udział w reklamie McDonald’s. Wkrótce otrzymał rolę Teda Capwella w operze mydlanej NBC Santa Barbara (1984–1989), za którą w 1985 otrzymał nominację do nagrody Młodych Artystów. 
W operze mydlanej CBS Moda na sukces (The Bold and the Beautiful, 1990–1992) został obsadzony w roli Jake’a MacLaine’a, brata Margo, instruktora tenisa Stephanie Forrester (Susan Flannery), który przybył do Los Angeles w 1990, a następnie (od 14 listopada 2007) pracował jako technik oświetleniowy w Forrester Creations. Odtwarzany przez niego bohater odkrywa, że jako dziecko był molestowany, po gniewnej konfrontacji ojca, którego uważał odpowiedzialnego za nadużycie, odkrywa, że rzeczywistym sprawcą był jego stryj, Charlie (Chuck Walling).

## Filmografia

### Filmy fabularne
- 1994: Kodeks oficerski (Breach of Conduct, TV) jako porucznik Keith Waite
- 2000: Pupilka profesora (Teacher's Pet) jako Jim Sykes
- 2000: Lokator doskonały (The Perfect Tenant) jako Frank
- 2000: Strażnik (Guardian) jako Aaron Lichtman
- 2000: Nic tylko prawda (Nothing But the Truth) jako David Fitzsimmons

### Seriale TV
- 1984-1989: Santa Barbara jako Ted Capwell
- 1990: Moda na sukces (The Bold and the Beautiful) jako Jake Maclaine
- 1991: Moda na sukces (The Bold and the Beautiful) jako Jake Maclaine
- 1992: Moda na sukces (The Bold and the Beautiful) jako Jake Maclaine
- 1994: Agencja modelek (Models Inc.) jako Mike McClain
- 1995: Łobuzy Robina (Robin's Hoods)
- 1996: Moloney
- 1996: Diagnoza morderstwo (Diagnosis Murder) jako porucznik Kincaid
- 1996: Zły czas (Bedtime) jako Rick
- 1997: Mieć i trzymać (To Have & to Hold) jako Chip
- 1997: Melrose Place jako Kenny Jackson
- 2001: CSI: Kryminalne zagadki Las Vegas (CSI: Crime Scene Investigation) jako Bradley Walden
- 2001: V.I.P. jako Neal Berens
- 2002: Siódme niebo (7th Heaven) jako lekarz
- od 2007: Moda na sukces (The Bold and the Beautiful) jako Jake Maclaine